# Ctenoplectra bequaerti
Ctenoplectra bequaerti är en biart som beskrevs av Cockerell 1930. Ctenoplectra bequaerti ingår i släktet Ctenoplectra och familjen långtungebin. Inga underarter finns listade i Catalogue of Life.